# 黑龙潭镇
黑龙潭乡，是中华人民共和国河南省漯河市郾城区下辖的一个乡镇级行政单位。

## 行政区划
黑龙潭乡下辖以下地区：
河沿李村、土城王村、南街村、北街村、西街村、黄赵村、半截塔村、姚庄村、生杨村、老应村、张得武村、田庄村、坡杨村和何庄村。